# Bole
Bole (en chino, 博乐市; pinyin, Bólè shì) también conocida por su nombre mongol de Bortala (en mongol: Бөртала, romanizado: Börtala, lit. 'estepa marrón'; en chino, 博尔塔拉; pinyin, Bó'rtǎlā) es un municipio bajo la administración directa de la Prefectura Bortala en la Región autónoma de Sinkiang, República Popular China. Su área es de 7790 km² y su población total para 2010 superó los 235 mil habitantes.

## Administración
Desde octubre de 2019, el municipio Bole se divide en 10 pueblos que se administran en 5 subdistritos, 4 poblados y 1 villa.

## Toponimia
Bole es otra forma de decir Bortala en chino, para los sinohablantes el sonido "r" se dificulta, así que lo han simplificado a Bole. Otras formas son; "Bole" (孛乐), "Bule" (不剌), "Pula" (普剌), "Boluo" (博落), etc.